# Michele Cerofolini
Michele Cerofolini, né le 4 janvier 1999 à Arezzo, est un footballeur italien. Il joue au poste de gardien de but.

## Biographie

### En club
Michele Cerofolini passe par toutes les catégories des jeunes de l'ACF Fiorentina. Lors de la saison 2016-2017, il intègre l'équipe première, mais sans jamais disputer la moindre rencontre officielle. Il joue son premier match avec l'équipe A le 23 août 2017, lors du Trophée Santiago-Bernabéu contre le Real Madrid, en entrant en jeu à la 87e minute à la place de Bartłomiej Drągowski.
Le 13 juillet 2018, il est prêté à Cosenza Calcio qui joue en Serie B. Il fait ses débuts le 26 septembre, lors d'une défaite 2-0 à l'extérieur contre l'US Cremonese. Il joue son second match le 30 octobre, lors d'un match nul 1-1 obtenu à domicile contre Delfino Pescara. Avec finalement deux apparitions seulement, il rompt son prêt en janvier 2019.
Le 25 janvier 2019, il est prêté à l'AS Bisceglie qui évolue en Serie C. Deux jours plus tard, le 27 janvier, il joue son premier match contre l'US Viterbese. Son club perd à domicile 1-0. En six mois, il joue 13 matchs, avec six clean sheets et 11 buts concédés.
Le 9 janvier 2020, il est prêté de nouveau à un autre club de Serie C, le Casertana FC, avec lequel il débute le 12 janvier, en déplacement contre le Rende Calcio. La rencontre se solde sur le score de 2-2. Il termine la saison avec huit matchs joués, deux clean sheets et huit buts encaissés.
Le 20 août 2020, il est prêté à l'AC Reggiana, club néo promu en Serie B. Il joue avec cette équipe un total de 19 matchs en Serie B.
Le 28 janvier 2022, il est prêté à l'US Alessandria.

### En sélection
En février 2017, il est sélectionné avec les moins de 18 ans pour une série de rencontres amicales.
Avec les mois de 19 ans, il participe au championnat d'Europe des moins de 19 ans en 2018. Lors de cette compétition organisée en Finlande, il office comme gardien remplaçant et ne joue aucun match. L'Italie s'incline en finale contre le Portugal, après prolongation.
Le 13 octobre 2020, il joue son premier match avec les espoirs, en étant titularisé contre la république d'Irlande, lors d'un match qualificatif pour le championnat d'Europe espoirs à Pise. L'Italie gagne 2-0.
Il participe avec cette équipe à la phase finale du championnat d'Europe espoirs en 2021. Lors de cette compétition organisée en Hongrie et en Slovénie, il ne joue aucun match. L'Italie s'incline en quart de finale face au Portugal, après prolongation.